# 鹿姓
鹿姓，是中文姓氏之一。
　　

## 源流
- 衛國公族被封於伍鹿（今河南省濮陽市）者，其後裔子孫遂以邑名為氏，稱「伍鹿」氏，後又改為單姓鹿姓與伍姓等，相傳至今，為鹿姓正宗。

- 相傳駱賓王反對武后失敗，宗族內有人為了避禍，改為鹿姓。

- 鮮卑拓跋部「阿鹿桓氏」，孝文漢化後改為鹿姓。

## 名人
- 鹿晗：內地人氣男藝人，曾為韓國男子組合EXO及中國分隊EXO-M成員
- 鹿傳霖：清末軍機大臣。
- 鹿钟麟：字瑞伯，河北定州北鹿庄人，中华民国国民革命军高级将领。他是馮玉祥手下的「五虎将」之一。
- 鹿晨辉：中国健美运动员。
- 鹿學艮
- 鹿潔身

## 虚构人物
- 鹿杖客：金庸武侠小说《倚天屠龙记》中的人物，与鹤笔翁合称「玄冥二老」，精通玄冥神掌。

## 延伸阅读
[在维基数据编辑]
 《欽定古今圖書集成·明倫彙編·氏族典·鹿姓部》，出自陈梦雷《古今圖書集成》